# Lei de Chandrasekhar–Wentzel
No Cálculo Vetorial, a Lei de Chandrasekhar–Wentzel foi derivada por Subrahmanyan Chandrasekhar e Gregor Wentzel em 1965 enquanto estudavam a estabilidade de uma gota de um líquido em rotação. 
A equação de estado onde {\displaystyle S} é uma superfície delimitada por um contorno simples fechado {\displaystyle C} é:
{\displaystyle L=\oint _{C}^{}x\times (dx\times {\vec {n}})=-\int _{S}^{}(x\times {\vec {n}})\nabla .{\vec {n}}\,dS}.
Onde {\displaystyle x} é o vetor posição e {\displaystyle {\vec {n}}} é o vetor normal unitário relativo a superfície analisada. 
Uma consequência imediata ao se resolver tal integral é que, como a superfície {\displaystyle S} é fechada, a integral de linha resultante tende a {\displaystyle 0}, levando ao resultado,
{\displaystyle \int _{S}^{}(x\times {\vec {n}})\nabla .{\vec {n}}\,dS=0}
ou, na notação de índices, nós temos:
{\displaystyle \int _{S}x_{j}\nabla \cdot {\vec {n}}\,dS_{k}=\int _{S}x_{k}\nabla \cdot {\vec {n}}\,dS_{j}}.
O que indica que o tensor
{\displaystyle T_{ij}=\int _{S}x_{j}\nabla \cdot {\vec {n}}\,dS_{i}}
definido em uma superfície fechada é sempre simétrico, ou seja, {\displaystyle T_{ij}=T_{ji}}.

## Demonstração
Escrevendo os vetores através na notação por índices, mas evitando a notação de Einstein na demonstração e tomando a integral de linha pelo sentido anti-horário, pode-se escrever
{\displaystyle L_{i}=\int _{C}[dx_{i}(n_{i}x_{j}+n_{k}x_{k})+dx_{j}(-n_{i}x_{j})+dx_{k}(-n_{i}x_{k})]}.
Convertendo a integral de linha da superfície usando o teorema de Stokes, obtêm-se
{\displaystyle L_{i}=\int _{S}\left\{n_{i}\left[{\frac {\partial }{\partial x_{j}}}(-n_{i}x_{k})-{\frac {\partial }{\partial x_{k}}}(-n_{i}x_{j})\right]+n_{j}\left[{\frac {\partial }{\partial x_{k}}}(n_{j}x_{j}+n_{k}x_{k})-{\frac {\partial }{\partial x_{i}}}(-n_{i}x_{k})\right]+n_{k}\left[{\frac {\partial }{\partial x_{i}}}(-n_{i}x_{j})-{\frac {\partial }{\partial x_{j}}}(n_{j}x_{j}+n_{k}x_{k})\right]\right\}dS}
Fazendo algumas diferenciações necessárias e algumas manipulações matemáticas obtemos
{\displaystyle L_{i}=\int _{S}\left[-{\frac {1}{2}}x_{k}{\frac {\partial }{\partial x_{j}}}({n_{i}}^{2}+{n_{k}}^{2})+{\frac {1}{2}}x_{j}{\frac {\partial }{\partial x_{k}}}({n_{i}}^{2}+{n_{j}}^{2})+n_{j}x_{k}\left({\frac {\partial n_{i}}{\partial x_{i}}}+{\frac {\partial n_{k}}{\partial x_{k}}}\right)-n_{k}x_{j}\left({\frac {\partial n_{i}}{\partial x_{i}}}+{\frac {\partial n_{j}}{\partial x_{j}}}\right)\right]\,dS}
Que, em outras palavras,
{\displaystyle L_{i}=\int _{S}\left[{\frac {1}{2}}\left(x_{j}{\frac {\partial }{\partial x_{k}}}-x_{k}{\frac {\partial }{\partial x_{j}}}\right)\,|{\vec {n}}|^{2}-(x_{j}n_{k}-x_{k}n_{j})\nabla \cdot {\vec {n}}\right]\,dS}.
E, desde que {\displaystyle |{\vec {n}}|^{2}=1}, nós temos
{\displaystyle L_{i}=-\int _{S}^{}(x_{j}n_{k}-x_{k}n_{j})\nabla .{\vec {n}}\,dS}
provando o teorema.